# Viola neumanniana
Viola neumanniana är en violväxtart som beskrevs av Borb.. Viola neumanniana ingår i släktet violer, och familjen violväxter. Inga underarter finns listade i Catalogue of Life.